# فردریک مونکاسان
فردریک مونکاسان (فرانسوی: Frédéric Moncassin‎؛ زادهٔ ۲۶ سپتامبر ۱۹۶۸) دوچرخه‌سوار اهل فرانسه است.
از باشگاه‌هایی که در آن رکاب زده‌است می‌توان به تیم دوچرخه‌سواری کاستوراما اشاره کرد.